# Les Infortunes de la beauté
Pour plus de détails, voir Fiche technique et Distribution.
Les Infortunes de la beauté est un film français réalisé par John Lvoff, sorti en 1999.

## Synopsis
Pour mieux séduire Vincent, quelque peu volage, Daphné ourdit un plan aussi charmant que machiavélique avec l'aide de son amie Céline. C'est ainsi que Daphné et Céline partent à la recherche de la beauté parfaite à travers Paris. Les deux complices déambulent, évitent, tranchent, manigancent sans fin et, avec l'aide d'un peintre et d'un collectionneur, nous entrainent dans une ronde folle dont on ne sait qui la mène, et qui en sera la victime.

## Fiche technique
- Titre : Les Infortunes de la beauté
- Réalisation : John Lvoff
- Scénario : Frédéric Beigbeder, John Lvoff et Laure Massenet
- Pays d'origine :  France
- Langue : français
- Genre : comédie
- Durée : 81 minutes
- Date de sortie : 11 août 1999

## Distribution
- Arielle Dombasle : Daphné
- Maria de Medeiros : Céline
- Thibault de Montalembert : Vincent
- Jean-Philippe Écoffey : Jacques
- Louis-Do de Lencquesaing : François
- Dorothée Capelluto : Sophie
- Leonor Varela : Annabella
- Frédéric Beigbeder : Luc
- Gaëla Le Devehat : Juliette
- Pascal Bonitzer : le détective
- Paulo Branco : le gardien
- Gunilla Karlzen : femme d'affaires
- Tom Novembre : le client
- Emiko Ota : la Japonaise
- Cristina Cascardo : la femme suivie
- Boris Cugier : le vendeur
- Solenne Gatty : la vendeuse
- Christel Lebrunie : la fille sondage
- Corina Marinescu : le mannequin Fnac
- Arnaud Fordant : un jeune Fnac
- Laurent Lagelée : un jeune Fnac
- Ekaterina Mechera : Mirza
- Nicole Lelouche : le modèle de l'académie
- Alexandre Donders : le modèle de l'académie
- Guy Cuevas : un marabout africain
- Pierre : un tatoué
- Gilles : un tatoué
- Charles-Marie Anthonioz : un dragueur à la piscine
- Jacques Loiseleur des Longchamps : un dragueur à la piscine
- Éléonore Gosset
- Pascale Lafay : Béatrice
- Xavier Beauvois et Michel Galabru figurent parmi les sondés au début du film